# Крутильные весы

Схема крутильных весов Кавендиша. Установка измеряет силу притяжения между массами и для получения значения гравитационной постоянной — масса неподвижных свинцовых шаров, — масса подвижных свинцовых шариков, — сила притяжения между каждой парой шариков, — угол закручивания упругой нити подвеса, — коэффициент жёсткости торсионного подвеса, — расстояние между центрами шаров при закрученной нити подвеса, — расстояние между центрами маленьких шариков.

Крути́льные весы́ — физический прибор, предназначенный для измерения малых сил или моментов сил.
Были изобретены Шарлем Кулоном в 1777 году (по другим данным, в 1784 году) для изучения сил взаимодействия точечных электрических зарядов и сил взаимодействия магнитных полюсов.
В простейшем варианте прибор состоит из упругой вертикальной нити, на которой подвешен лёгкий уравновешенный стержень.

## Принцип действия
Под действием измеряемых сил стержень начинает поворачиваться в горизонтальной плоскости до тех пор, пока эти силы не уравновесятся силами упругости закрученной нити. По углу поворота стержня ({\displaystyle \alpha }) можно судить о крутящем моменте ({\displaystyle M}) измеряемых сил, так как:
{\displaystyle \alpha ={\frac {Ml}{GI_{\mathrm {T} }}},}
где {\displaystyle l} — длина нити,
{\displaystyle G} — модуль сдвига материала нити, например, сталь имеет модуль сдвига около 80 ГПа, кварцевое стекло около 30 ГПа — материалы обычно используемые для изготовления нити,
{\displaystyle I_{\mathrm {T} }} — полярный момент инерции поперечного сечения нити относительно центра, для нити круглого сечения: {\displaystyle I_{\mathrm {T} }={\frac {\pi r^{4}}{2}}={\frac {\pi D^{4}}{32}}.}
Величина {\displaystyle \kappa ={\frac {GI_{\mathrm {T} }}{l}}} является крутильной, или торсионной жёсткостью подвеса, через {\displaystyle \kappa } измеряемый момент выражается как:
{\displaystyle M=\kappa \alpha .}
По измеренному моменту и длине плеча силы, равной половине длины стержня ({\displaystyle L/2}) можно вычислить силу ({\displaystyle F}) взаимодействия, например, заряженных шариков:
{\displaystyle F=2M/L.}
Торсионную жёсткость нити в опытах можно измерить с высокой точностью по измеренному периоду ({\displaystyle T_{n}}) крутильных колебаний крутильного маятника и вычисленному по известным геометрическим размерам и массе стержня и шариков на его концах моменту инерции ({\displaystyle J}) стержня с шариками относительно вертикальной оси, проходящей через его центр:
{\displaystyle T_{n}=2\pi {\sqrt {\frac {J}{\kappa }}},} откуда:
{\displaystyle \kappa =4\pi ^{2}J/{T_{n}}^{2}.}
Чувствительность весов увеличивается при увеличении длины нити, уменьшении её толщины и при уменьшении модуля сдвига её материала.

## Научное значение
В 1785 году с помощью крутильных весов был экспериментально открыт закон взаимодействия двух покоящихся точечных зарядов — закон Кулона.
Также в 1797—1798 годах конструкция крутильных весов была использована Г. Кавендишем для измерения гравитационной постоянной и средней плотности Земли.